# 阿波根昌鴻
阿波根 昌鴻（あはごん しょうこう、1901年3月3日 - 2002年3月21日）は、日本の平和運動家。戦後、アメリカ施政権下の沖縄で米軍強制土地接収に反対する反基地運動を主導した。徹底した非暴力を掲げて、抵抗運動を展開したことから"沖縄のガンジー"とも称される。

## 略歴
沖縄県国頭郡本部町に生まれる。17歳でキリスト教徒となり無教会主義に強い影響を受ける。成人後は伊江島へ渡り、22歳で知念喜代と結婚した。1925年に移民船「安洋丸」に乗って横浜を出港し、キューバへと単身移民した。1929年にペルーへ移り、現地の古本屋で手に入れた『懺悔の生活』から西田天香の思想に触れる。1934年に日本へ帰国する。
帰国後は京都（一燈園）や沼津（興農学園）で学び、伊江島に帰った後はデンマーク式農民学校建設を志して奔走したが、建設中の学校は沖縄戦で失われ、一人息子の昌健も戦死する。敗戦後、伊江島の土地の約6割が米軍に強制接収された際、反対運動の先頭に立った。「全沖縄土地を守る協議会」の事務局長や「伊江島土地を守る会」の会長を務め、1955年7月から1956年2月にかけて沖縄本島で非暴力による「乞食行進」を行って米軍による土地強奪の不当性を訴え、1956年夏の島ぐるみ土地闘争に大きな影響を与えた。
伊江島補助飛行場内に土地を所有し、1972年の沖縄返還後も日本国政府との賃貸借を拒否し続けた。日本政府による米軍用地強制使用の不当性を明らかにするとして、内閣総理大臣や沖縄県収用委員会を相手取った軍用地訴訟を提起し、さらに1991年には「反戦地主重課税取り消し訴訟」を起こすが、1998年に敗訴が確定した。
1984年「わびあいの里」計画のもと「やすらぎの家」、また基地撤去のために闘い、反戦平和の思いを伝えるため、自宅敷地内に反戦平和資料館「ヌチドゥタカラの家」を自費で建設。1984年12月8日開館。県内外から訪れる人々に戦争の愚かさと平和の尊さを説き続けた。また生協活動にも力を入れ1969年には生活協同組合を設立した（1992年1月解散）。
1998年には阿波根の活動を取り上げたドキュメンタリー映画『教えられなかった戦争・沖縄編 阿波根昌鴻・伊江島の戦い』（監督：高岩仁、映像文化協会）が製作された。
2002年3月21日、肺炎のため沖縄協同病院にて死去。享年101歳。偲ぶ会には700人以上が集った。
2003年、第17回東京弁護士会「人権賞」を受賞。

## 著書
- 『命こそ宝―沖縄反戦の心』（岩波書店、1992年）
- 『米軍と農民 沖縄県伊江島』（岩波書店、1973年）
- 『人間の住んでいる島－沖縄・伊江島土地闘争の記録』（写真記録 自費出版、1982年）